# ランス・ルイス
ランス・ルイス（Lance Louis 1985年4月24日 - ）は、ルイジアナ州ニューオーリンズ出身のアメリカンフットボール選手。現在フリーエージェント。ポジションはガード。

## 経歴
高校時代はタイトエンドとしてプレー、Rivals.comから2004年のタイトエンドとして全米9位にランクされた。サンディエゴ州立大学では、2年次までタイトエンドとしてプレーした。3年次にはガード、4年次には右タックルとして全12試合に先発出場している。
2008年秋、大学のミーティングルームでチームメートのニック・サンドフォードに暴行を加えた。その際、サンドフォードは脳震盪を起こし、鼓膜は破れ、頬骨を骨折した。この事件で彼は2010年3月、3年間の保護観察、565ドルの罰金を科せられた。
NFLドラフトコンバインに招待されなかった彼はサンディエゴ州立大学のプロデイで、ウエイトリフティングで303ポンドを持ち上げ、40ヤード走で4.76秒の数字を出した。2009年のNFLドラフト7巡でシカゴ・ベアーズに指名されて入団した。
2011年は14試合で対面した相手選手に10サックを許した。
2012年、彼は前年より大幅に成長し、QBサックをあまり許さず、ランブロックでも活躍し、それほど強力ではないベアーズのオフェンスラインの中で輝きを見せた。第7週の試合で、ジェイ・カトラーからNFL入り後初のレシーブを記録した。第12週のミネソタ・バイキングス戦でジャレッド・アレンに死角からブロックされた際に、左の前十字靭帯（ACL）を断裂し全治に8ヶ月から10ヶ月かかることとなり、故障者リスト入りした。アレンはこのプレーでNFLから2万ドルの罰金を受けている。
2013年3月27日、マイアミ・ドルフィンズと契約を結んだが、シーズン開幕前の8月27日に解雇された。
2014年1月15日、インディアナポリス・コルツとリザーブ/フューチャー契約を結んだ。2014年、先発7試合（左ガードとして6試合、右ガードとして1試合）を含む9試合に出場した。
2015年は、先発3試合を含む11試合に出場した。開幕から2試合は左ガードとして先発したが、その後は控えとなり、シーズン中先発したのは、右ガードでの1試合のみであった。シーズン終了後、フリーエージェントとなった。